# パシフィック12カンファレンス

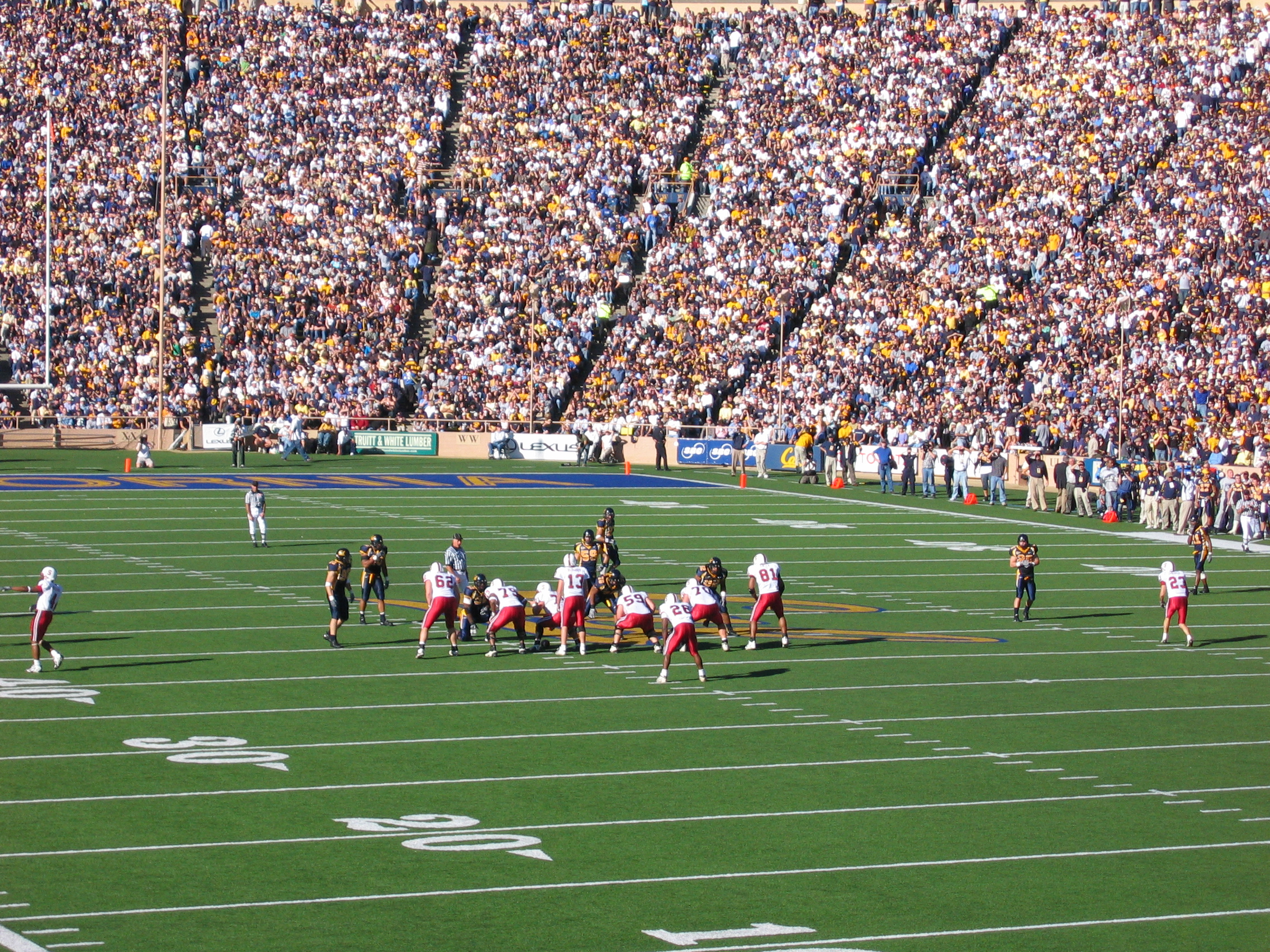
カリフォルニア・ゴールデンベアーズとスタンフォード・カーディナルの対戦（アメリカンフットボール）はBig Game と呼ばれる。写真は2004年、会場はゴールデンベアーズのホーム・カリフォルニア・メモリアル・スタジアム

パシフィック12カンファレンス（Pacific-12 Conference, 通称 Pac-12）は、アメリカ合衆国の大学スポーツにおけるカンファレンスのひとつ。創設は1959年。西部6州（アリゾナ州、オレゴン州、カリフォルニア州、ワシントン州、コロラド州、ユタ州）の12校が参加していた。2024年現在は2校のみとなっているが、2026年には8校体制となる予定（後述）。全米大学体育協会（NCAA）の Division I（全スポーツ）, Division I-A（アメリカンフットボール）のメンバーである。

## 歴史
このカンファレンスの起源は、1915年12月15日にオレゴン州ポートランドのオレゴン・ホテルで開かれた会議で西海岸大学連盟（Pacific Coast Conference, PCC）が結成されたことにさかのぼる。創設メンバーはカリフォルニア大学バークレー校、ワシントン大学、オレゴン大学、そしてオレゴン州立大学であった。このカンファレンスは1916年に動き出し、翌年にワシントン州立大学を、1918年にスタンフォード大学を迎えた。1922年に南カリフォルニア大学とアイダホ大学を加えて8校に拡大、1924年にはモンタナ大学、1928年にカリフォルニア大学ロサンゼルス校を加えて10校の連盟となった。1950年にモンタナ大学は脱退し、山岳部州連盟（Mountain States Conference）に加盟。その後1958年まで西海岸大学連盟は続いたが、1959年に解散した。
1959年7月1日に西部大学体育連盟（Athletic Association of Western Universities）が結成され、カリフォルニア大学バークレー校、スタンフォード大学、カリフォルニア大学ロサンゼルス校、南カリフォルニア大学、ワシントン大学が加盟した。3年後の1962年にワシントン州立大学が加盟、さらに2年後の1964年にオレゴン州立大学とオレゴン大学が加盟し、パシフィック8カンファレンス（Pacific-8 Conference, 通称 Pac-8）として再編成された。1978年のアリゾナ大学、アリゾナ州立大学の加盟の際に名称をパシフィック・テン・カンファレンス（Pacific-10 Conference, 通称 Pac-10）とした。
さらに2010年7月にコロラド大学ボルダー校、ユタ大学の2校が加盟したことで、名称を現在の名称に変更。同時にカンファレンスを North Division, South Division の2ディヴィジョン制に再編した。
NCAAでの実績は南カリフォルニア大学とカリフォルニア大学ロサンゼルス校が群を抜いている。1960年代後半から1970年代前半にかけては、カリフォルニア大学ロサンゼルス校の男子バスケットボールチームは黄金時代を謳歌していた。フットボールにおいては、1960年代にO・J・シンプソンらを擁し黄金時代を築いた南カリフォルニア大学がその後一時期低迷したものの、2000年代に入って古豪復活を遂げている。野球に関してはオレゴン州立大学が2005年から2007年まで3年連続でカレッジ・ワールド・シリーズに出場しており、2006年と2007年には同タイトルを獲得している。

### カンファレンス再編
2020年代に入り、NCAAにおけるカンファレンス再編の波においてもっとも影響を受けたカンファレンスとなった。2022年6月30日、カリフォルニア大学ロサンゼルス校・南カリフォルニア大学がそろってPac-12を脱退し、2024年よりBig Tenカンファレンスへの所属を発表。翌年7月にはコロラド大学ボルダー校がBig 12カンファレンス所属を発表すれば、8月にオレゴン大学・ワシントン大学の2校がBig Tenへ、アリゾナ大学・アリゾナ州立大学・ユタ大学がBig 12へ加盟することを明らかにした。2023年9月にはスタンフォード大学・カリフォルニア大学バークレー校が2024-25シーズンからのACC所属を発表したため、同時点で2校しか残っていない(オレゴン州立大学・ワシントン州立大学)。
残る2校は、「Pac-12」の商標権やカンファレンスの残存資産などを引き継ぐ形で、マウンテン・ウェスト・カンファレンス（MWC）との合併などを検討したが、最終的に2年間の猶予期間の間に新たな加盟校を集め存続を目指す方向となった。猶予期間中、2校はMWCやウェスト・コースト・カンファレンス（WCC）の加盟校と試合を行う。
2024年9月、Pac-12とユタ州立大学が声明を発表し、2026 - 27シーズンよりユタ州立大、ボイシ州立大学、コロラド州立大学、カリフォルニア州立大学フレズノ校、サンディエゴ州立大学の5校がPac-12に加入することが明らかにされた。さらに10月にはゴンザガ大学の加入も発表され、これによりカンファレンス存続に必要な「最低8校の加盟校」を充足する見込みとなっている。
2025年6月、2026 - 27シーズンよりテキサス州立大学がPac-12に加入することが発表された。

## 参加校

### 現在
| 学校名                      | チーム名   | チームカラー | チームカラー | 所在地               | 設立年 | 登録学生数 |
| --------------------------- | ---------- | ------------ | ------------ | -------------------- | ------ | ---------- |
| オレゴン州立大学 (OSU / OS) | ビーバーズ |              |              | オレゴン州コーバリス | 1868   | 31,904     |
| ワシントン州立大学 (WSU)    | クーガーズ |              |              | ワシントン州プルマン | 1890   | 30,614     |

### 未来
| 学校名                           | チーム名     | チームカラー | チームカラー | 所在地                       | 設立年 | 参加予定年 | 登録学生数(2023年秋) |
| -------------------------------- | ------------ | ------------ | ------------ | ---------------------------- | ------ | ---------- | -------------------- |
| ボイシー州立大学 (OSU / OS)      | ブロンコス   |              |              | アイダホ州ボイシー           | 1932   | 2026/7/1   | 26,670               |
| カリフォルニア州立大学フレズノ校 | ブルドッグス |              |              | カリフォルニア州フレズノ     | 1890   | 2026/7/1   | 23,986               |
| コロラド州立大学                 | ラムズ       |              |              | コロラド州フォートコリンズ   | 1870   | 2026/7/1   | 33,500               |
| ゴンザガ大学                     | ブルドッグス |              |              | ワシントン州スポケーン       | 1887   | 2026/7/1   | 7,306                |
| サンディエゴ州立大学             | アズテックス |              |              | カリフォルニア州サンディエゴ | 1897   | 2026/7/1   | 39,241               |
| テキサス州立大学                 | ボブキャッツ |              |              | テキサス州サンマルコス       | 1899   | 2026/7/1   | 38,722               |
| ユタ州立大学                     | アギーズ     |              |              | ユタ州ローガン               | 1888   | 2026/7/1   | 28,063               |

### 過去
2024年度よりBig Ten加盟。
  2024年度よりBig 12加盟。
  2024年度よりACC加盟。
| 学校名                                  | チーム名           | 所在地                         | 設立年 | 登録学生数 |
| --------------------------------------- | ------------------ | ------------------------------ | ------ | ---------- |
| カリフォルニア大学バークレー校 (Cal)    | ゴールデンベアーズ | カリフォルニア州バークレー     | 1868   | 41,910     |
| オレゴン大学 (U of O)                   | ダックス           | オレゴン州ユージーン           | 1876   | 22,980     |
| スタンフォード大学                      | カーディナル       | カリフォルニア州スタンフォード | 1891   | 16,336     |
| ワシントン大学 (UW)                     | ハスキーズ         | ワシントン州シアトル           | 1861   | 46,081     |
| アリゾナ大学 (UA)                       | ワイルドキャッツ   | アリゾナ州ツーソン             | 1885   | 43,625     |
| アリゾナ州立大学 (ASU)                  | サンデビルズ       | アリゾナ州テンピ               | 1885   | 71,946     |
| カリフォルニア大学ロサンゼルス校 (UCLA) | ブルーインズ       | カリフォルニア州ロサンゼルス   | 1919   | 45,428     |
| コロラド大学ボルダー校                  | バッファローズ     | コロラド州ボルダー             | 1876   | 33,246     |
| 南カリフォルニア大学 (USC)              | トロージャンズ     | カリフォルニア州ロサンゼルス   | 1880   | 45,500     |
| ユタ大学                                | ユーツ             | ユタ州ソルトレイクシティ       | 1850   | 32,780     |

## 競技場
| 校名           | フットボールスタジアム                 | 収容人数       | バスケットボールアリーナ         | 収容人数       |
| North Division | North Division                         | North Division | North Division                   | North Division |
| -------------- | -------------------------------------- | -------------- | -------------------------------- | -------------- |
| カリフォルニア | カリフォルニア・メモリアル・スタジアム | 62,467         | ハース・パビリオン               | 11,877         |
| オレゴン       | オーツェン・スタジアム                 | 54,000         | マシュー・ナイト・アリーナ       | 12,346         |
| オレゴン州立   | レサー・スタジアム                     | 43,363         | ジル・コロシアム                 | 9,604          |
| スタンフォード | スタンフォード・スタジアム             | 50,424         | メイプルズ・パビリオン           | 7,233          |
| ワシントン     | ハスキー・スタジアム                   | 70,138         | ヘク・エドムンドソン・パビリオン | 10,000         |
| ワシントン州立 | マーティン・スタジアム                 | 32,740         | ビースリー・コロシアム           | 11,671         |
| South Division |                                        |                |                                  |                |
| アリゾナ       | アリゾナ・スタジアム                   | 56,307         | マクケール・センター             | 14,655         |
| ASU            | サン・デビル・スタジアム               | 56,232         | ウェルズ・ファーゴ・アリーナ     | 10,754         |
| UCLA           | ローズボウル                           | 91,536         | ポーリー・パビリオン             | 13,800         |
| コロラド       | フォルソム・フィールド                 | 53,613         | クアーズ・イベンツ・センター     | 11,064         |
| USC            | ロサンゼルス・メモリアル・コロシアム   | 77,500         | ガレン・センター                 | 10,258         |
| ユタ           | ライス・エクルズ・スタジアム           | 45,807         | ジョン・M・ハンツマン・センター  | 15,000         |